# Монастырь Святого Христофора
Монастырь Святого Христофора (арм. Սուրբ Քրիստափորի վանք) — армянский монастырь VII века, расположенный в районе села Даштадем Арагацотнской области Армении.

## Описание
Церковь Святого Христофора находилась в селе Агулис (сегодня Ашагы Айлис) в Нахичеванской АР, на территории современного Азербайджана. К 2000 году она была полностью разрушена, что подтверждают спутниковые снимки. К западу от церкви, на расстоянии 25-30 метров, находится сводчатый источник XVII века, построенный из тёсаного камня. 
Монастырь расположен в Арагацотнской области, на кладбище в 2,2 км к юго-востоку от окрестностей деревни Даштадем и одноимённой крепости, на территории исторического поселения Кахени. В состав монастыря входят маленькая крестово-купольная церковь VII века, расположенная к северу от неё трёхъярусная колокольня-усыпальница XIII века, крепостная стена из нетёсанных камней и кладбище со множеством хачкаров (датируется X—XIV веками).
Церковь носит имя Пресвятой Богородицы (Сурб Асцвацацин), представляет собой небольшое здание крестообразной формы. Характеристики — три нефа, внешне прямоугольные крестовые крылья и центральный купол. Переход от куполообразного квадрата к основанию цилиндрического барабана (снаружи восьмиугольного выполнен парусами). Единственный вход находится с запада и оформлен парой полуколонн, характерных для VII века. Северо-западный объём прорезан оконными проёмами (одним большим и одним маленьким). На стенах из чёрного гладкотесаного туфа сохранились инициалы мастеров. На стелах высечены изображения крестов и святых (в том числе Святого Христофора).
Известно, что русские старообрядцы нередко совершали паломничество в монастырь Святого Христофора. Сам монастырь был полностью отреставрирован в 1980 году.

## Иные изображения
Известно о существовании старообрядческого лубка «Святой Христофор», на котором изображён монастырь Святого Христофора в Даштадеме, причём изображён он именно с северо-западной стороны.

## Галерея

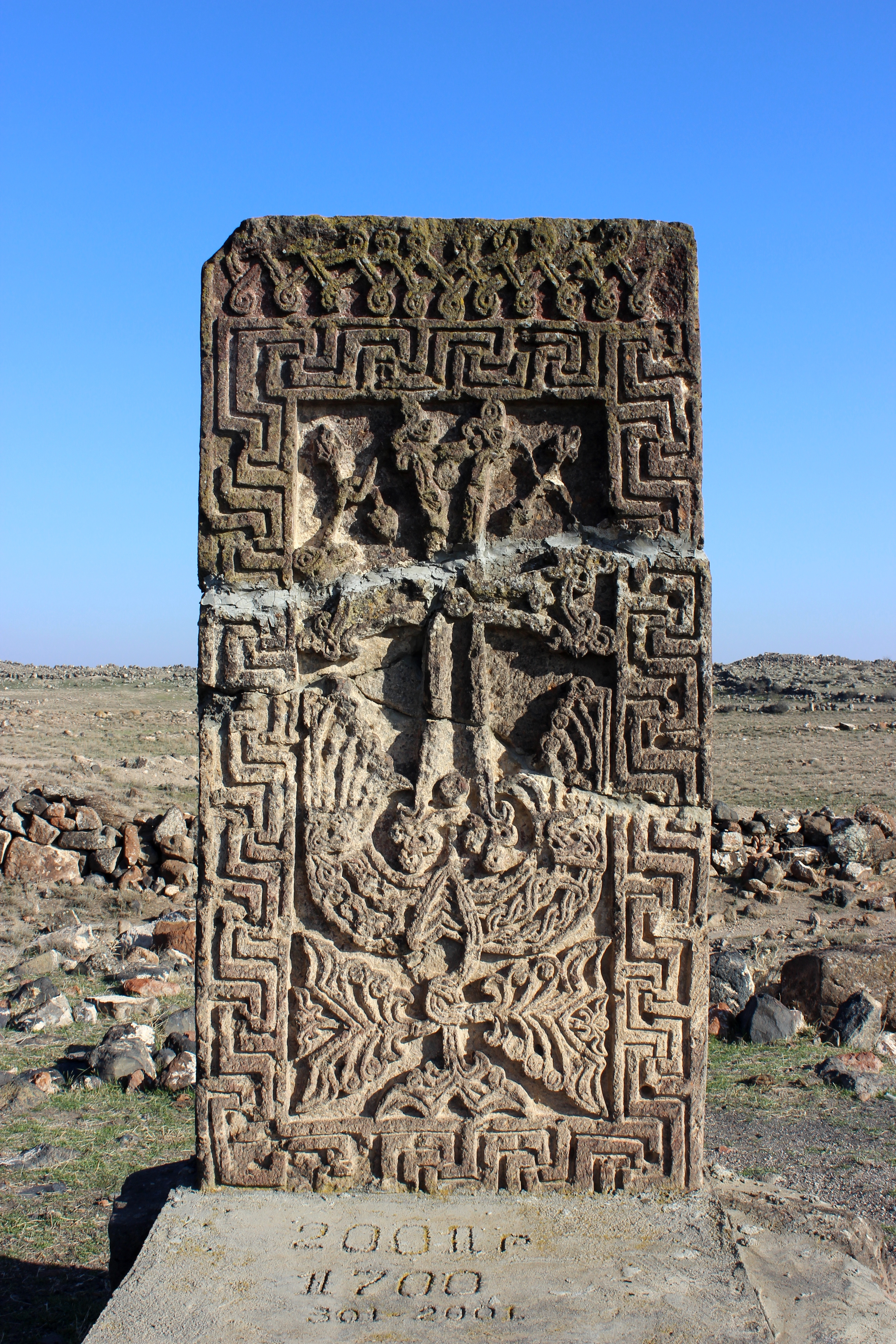
Large khachkar along the road leading to the monastery
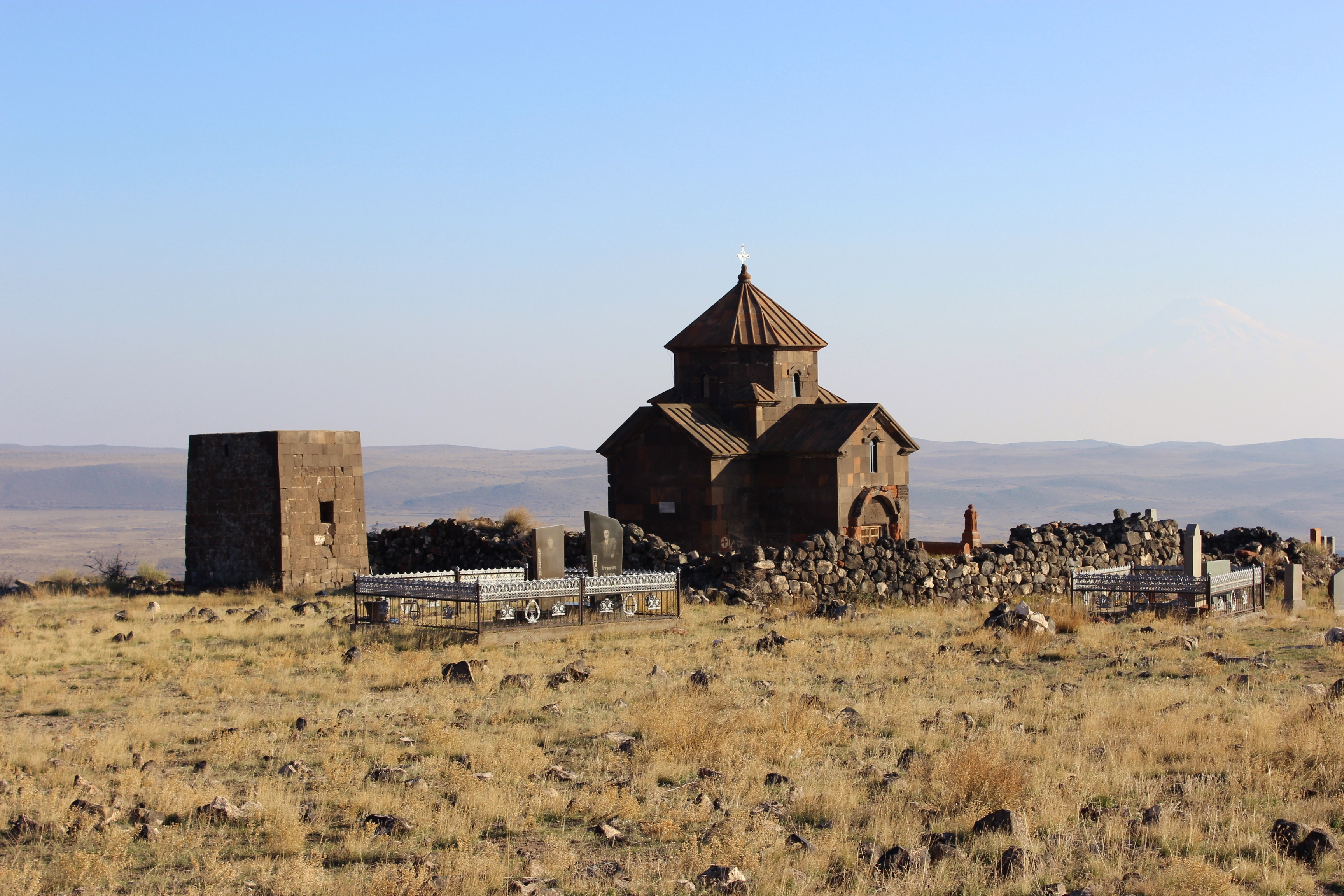
General view of the Monastery
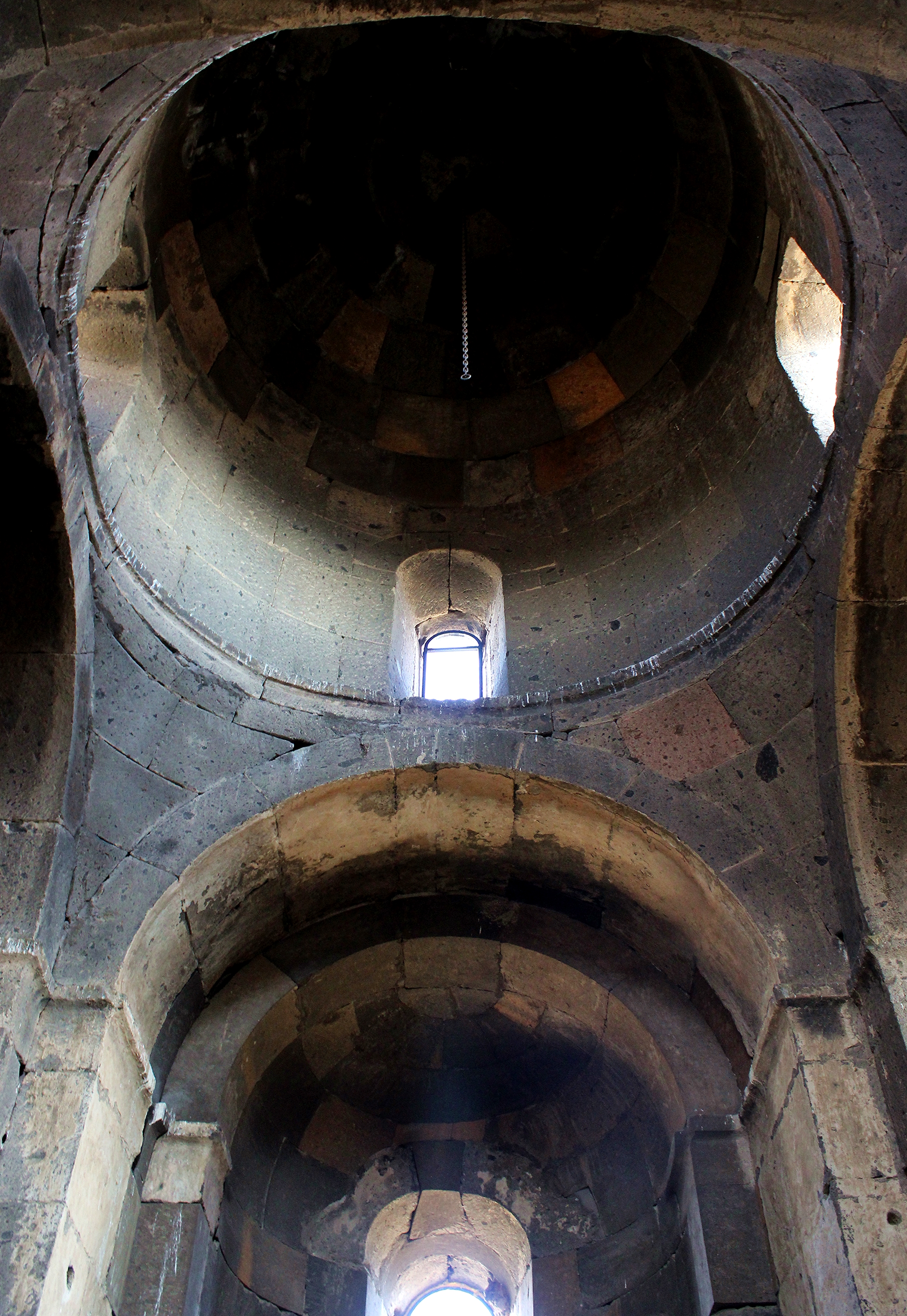
Church drum and dome interior